# Нагуево (Вязниковский район)
Нагу́ево — деревня в Вязниковском районе Владимирской области России. Входит в состав Октябрьского сельского поселения.

## География
Расположена в 2,5 км к востоку от п. Лукново и в 8 км к юго-западу от Вязников. Рядом находится Исаевское водохранилище.
Местность имеет сильный холмистый рельеф.

## История
Как показывают патриаршие окладные книги, первая церковь Покрова Пречистой Богородицы в Нагуеве построена перед 1660 годом. Эта деревянная церковь существовала в Нагуеве до 1747 года, когда сильно обветшала и прихожане построили новую деревянную церковь в честь того же праздника (освящена в 1749 году). Кроме этой холодной Покровской церкви, как видно из храмоосвятительной грамоты 1762 года, в Нагуеве была ещё тёплая деревянная церковь во имя святых мучеников Флора и Лавра. В 1762 году она оказалась ветхой, поэтому в том году построена была церковь того же имени. Вместо этих деревянных церквей в 1811 году было начато строительство каменного храма, в 1815 году был освящён одни придел в трапезе, в 1819 году — главный храм, а в 1821 году другой трапезный придел. В 1891 году трапеза храма была расширена. Престолов в храме было три: главный в честь Покрова Пресвятой Богородицы, в трапезе во имя святых мучеников Флора и Лавра и святого равноапостольного князя Владимира. Приход состоял из села Нагуева и деревень: Седельникова, Старыгина, Исаевой, Бабухина, Сергеева, Лукнова, Каликина, Новопарниц. С 1888 года в селе Нагуеве имелась земская школа, учащихся в 1897 году было 75.
Нагуевское волостное правление учреждено согласно «Общему положению о крестьянах, вышедших из крепостной зависимости» от 19 февраля 1861 г. и являлось исполнительным органом крестьянского самоуправления. Нагуевское волостное правление подчинялось мировому посреднику, после их упразднения в 1874 г. — Вязниковскому уездному по крестьянским делам присутствию. По закону от 12 июля 1889 г. о введении института земских начальников — земскому начальнику. Волостные правления, в том числе и Нагуевское волостное правление, прекратили свое существование на основании постановления Временного правительства «О волостном земском управлении» от 21 мая 1917 г..
До 1926 года село являлось центром Нагуевской волости Вязниковского уезда.
После упразднения волости в составе Вязниковской волости.

## Инфраструктура
Личное подсобное хозяйство с зоной сельскохозяйственного использования, индивидуальная застройка усадебного типа.

## Население
| 1859 | 1905 | 1926 | 2002 | 2010 | 2021 |
| ---- | ---- | ---- | ---- | ---- | ---- |
| 141  | ↗144 | ↘140 | ↘15  | ↘11  | ↘0   |

## Достопримечательности
Храм Покрова Пресвятой Богородицы (в народе — Покровская церковь). Действующая церковь. Год постройки: 1819.

## Транспорт
Просёлочные дороги. 